# Дворцово-парковый комплекс Трембицких
Дворцово-парковый комплекс Трембицких или «Линово» (бел. Сядзібна-паркавы комплекс Трэмбіцкіх) — фрагменты дворцово-паркового ансамбля конца XVIII — начала XIX века. Разрушенная усадьба располагается в поселке Интернациональный Пружанского района Брестской области Беларуси. Историко-культурная ценность регионального значения.

## История
После третьего раздела Речи Посполитой местечко Линово стало владением генерала Петра Румянцева-Задунайского, который вскоре распродал эти земли. Поселение Линова приобрел Винсент Трембицкий (1762—1842 гг.), кобринский ловчий и шамбелян последнего короля Речи Посполитой Станислава Августа Понятовского. На рубеже XVIII—XIX веков он построил здесь усадьбу в классическом стиле, в которой жили четыре поколения рода. Это было кирпичное одноэтажное здание, накрытое четырёхскатной крышей.
В начале XX века, когда пространство усадьбы стало тесным для её жителей, Владислав Трембицкий, владелец комплекса, начал перестройку. Однако в процессе не хватало средств на полную реализацию задумки, были пристроены только боковые крылья, к тому же завершению работ помешало начало Первой мировой войны.
Владислав Трембицкий был известным библиографом. Он собирал старинные книги, рукописи, в середине XIX века во дворце хранилась его библиотека. С течением времени число книг достигло несколько тысяч томов, в основном это была польская и французская литература. В библиотеке были книги и рукописи из собраний Михаила Бобровского, купленные в 1847 году. Когда Владислава Трембицкого не стало, большая часть библиотеки была продана Замойским и оказалась в Варшаве (в 1944 году сгорела во время пожара). Другая часть книг была вывезена немцами после оккупации Пружанщины в Первую мировую войну.
В советское время во дворце Трембицких разместили контору крахмального завода, который был построен в помещениях пивоварни. Однако после того как завод обанкротился, усадьба постепенно разрушалась.

## Описание

### Дворец
Дворец являлся композиционным центром всего ансамбля. В начале XX века он был перестроен в духе усадебной архитектуры XIX века. Длина здания составляла 110 м. Центральная часть двухэтажная (16×10 м), боковые крылья одноэтажные (19×11 м). На одной короткой оси располагались въездная аллея, партер и дворец, однако новые пристройки, заложенные Владиславом Трембицким, нарушили симметрию: правое крыло не достроили, и оно отличалось от остальной части дворца, нарушая осевое строение, которое было до этого.
Центральный вход в усадебный дом имел массивную открытую галерею с колоннами, на первом этаже разместили 5 аркад, над которыми возвышались 4 колонны, которые были обрамлены сверху трёхугольным фронтоном. Средний ризалит паркового фасада одноэтажный, с просторной террасой. Левое крыло двухэтажное, с небольшим балконом и колоннами.
Интерьеры помещений отличались разнообразием и богатством отделки. В центральном холле стояли мраморные бюсты Нерона и Агриппины, потолок покрыт вырезанными из дерева кессонами. По стенам столовой, которая одновременно служила бальным залом, висели портреты семей Трембицких и Ожешко. Стены «тёмного» салона были оклеены обоями соответствующего цвета, а мебель обтянута серо—зелёным сукном. В  «ясном» салоне мебель была обшита красным атласом.

### Парк
К усадьбе вела липовая аллея, шириной 20 м, которая начиналась от главной аллеи с конские каштаны. С восточной стороны от въездной аллеи располагалась конюшня. В 1921 веке в усадьбе была построена пивоварня, к которой вела вторая аллея из липы крымской и крупнолистовой.  Со стороны завода проходил узкий канал, предназначенный для отвода избытка воды в р. Мухавец.
По обе стороны симметричного здания усадьбы стояли двое ворот. На партере между воротами и домом росли клёны, грабы, ясени, дубы, липы, конские каштаны, ракита золотистопобеговая, орехи грецкие, сосны крымские. Небольшой усадебный парк дополнялся садом.
Через парк можно было прогуляться по дорожке обрамленной кустами сортовой смородины. К парку примыкал сад, который переходил в лес.

## Современное состояние
Все строения требуют срочного капитального ремонта. Только часть дворца перекрыта и используется. Пивоварня сохранилась и до недавней поры в нем действовал крахмальный завод.
Парковый партер бессистемно усажен деревьями, которые закрывают вид на фасад усадьбы. При этом сохранились деревья возрастом более 150 лет.
3 января 2012 года усадьба вместе с крахмальным заводом была продана с аукциона за 1,1 млрд рублей (130 000 долларов). Одним из условий продажи была сохранность усадьбы в качестве объекта историко-культурного наследия.

## Галерея

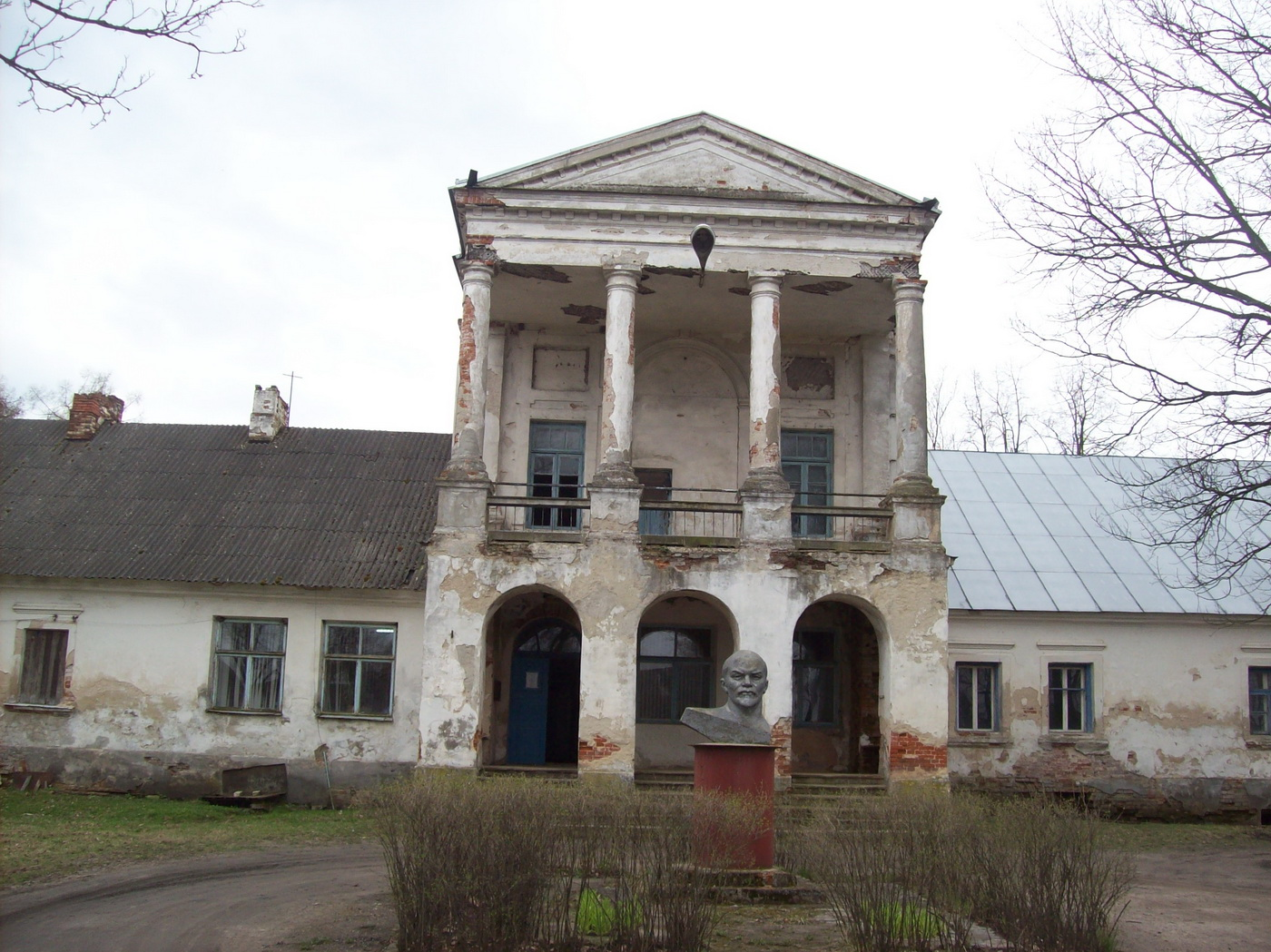
Центральный вход во дворец. Современное состояние
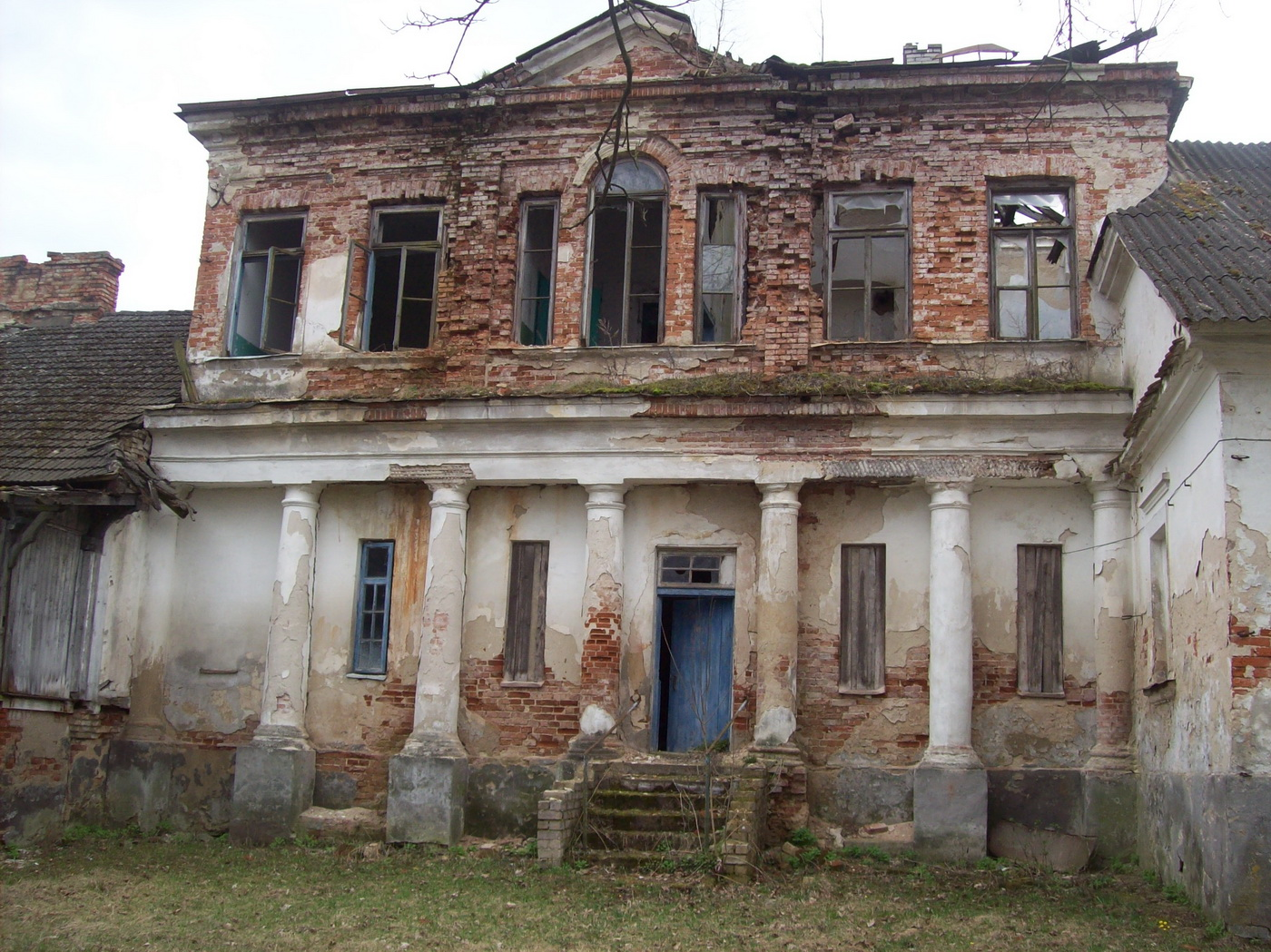
Главная часть фасада левого флигеля
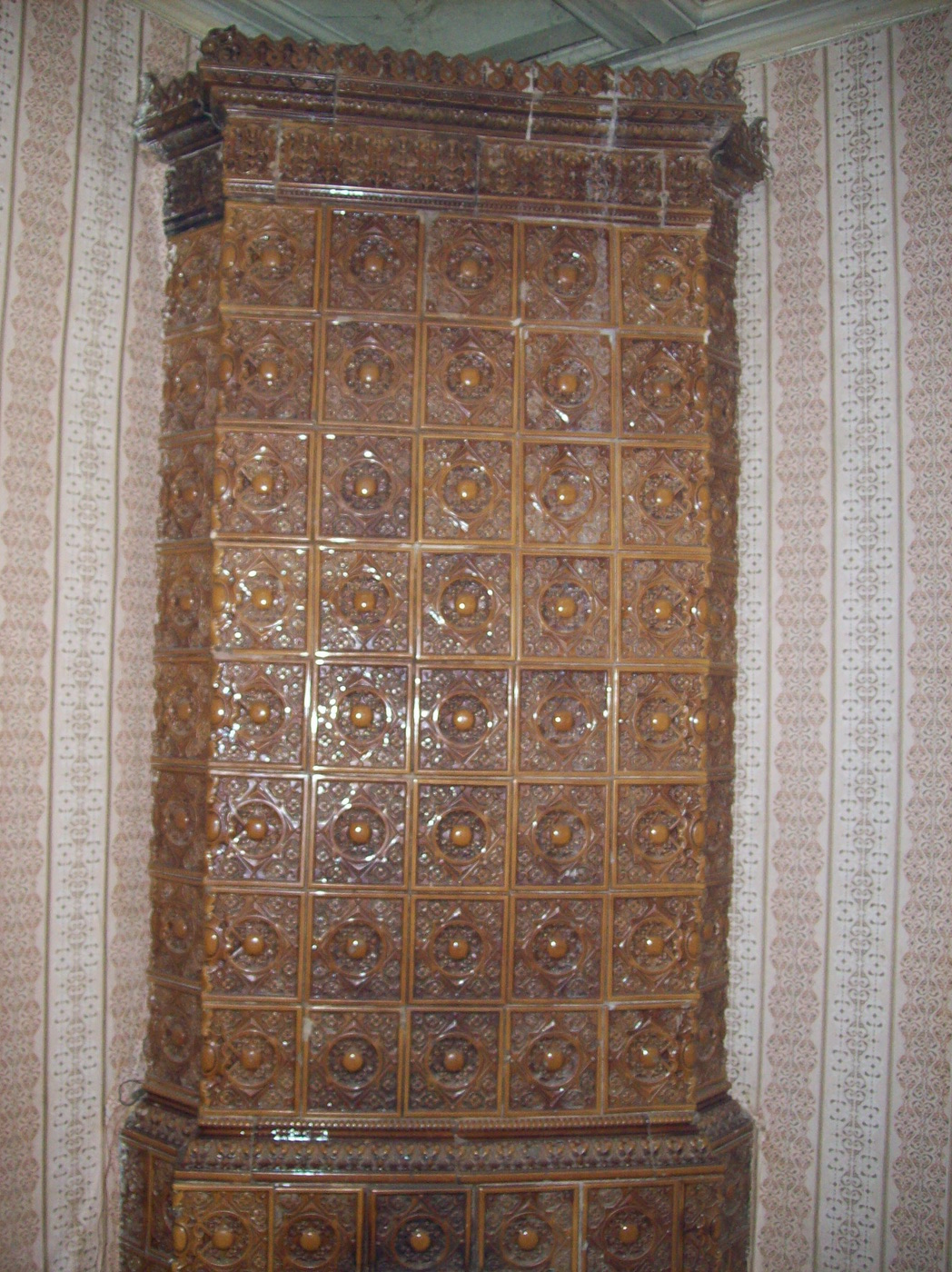
Камин в одной из комнат дворца
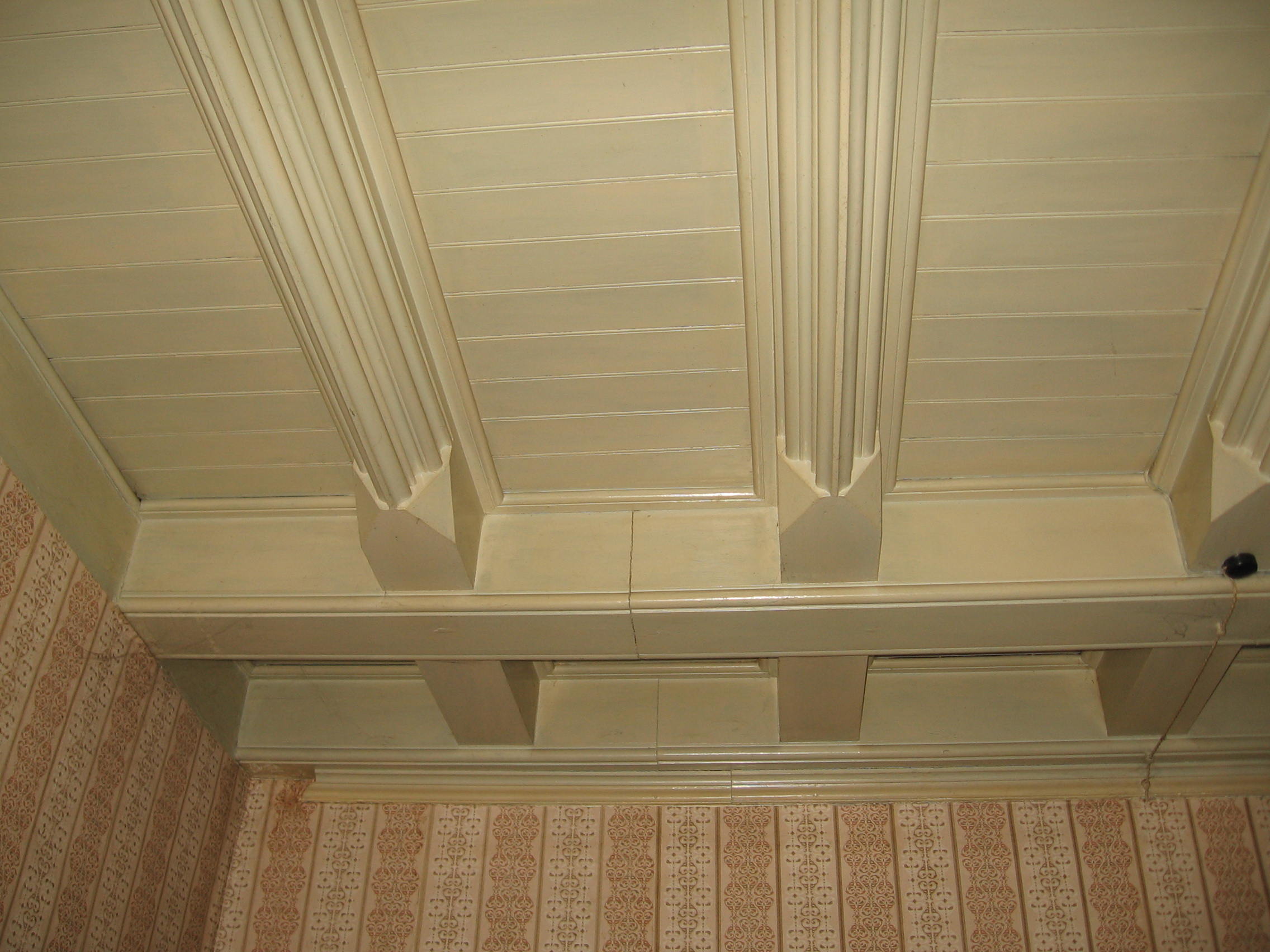
Отделка потолка